# Taxa horària zenital
En astronomia, la taxa horària zenital (THZ) d'un eixam de meteors és el nombre de meteors que un observador podria veure en una hora sota un cel clar i fosc (limitant la magnitud aparent a 6,5) si el radian de la pluja estigués en el zenit. La taxa efectiva que es pot veure gairebé sempre és menor i disminueix com més s'acosta el radiant a l'horitzó. la THZ es pot calcular segons diferents fórmules, unes més acurades que altres, aquí presentam la següent equació:
{\displaystyle THZ={\cfrac {{\overline {TH}}\cdot F\cdot r^{6,5-lm}}{\sin(hR)}}}
on
{\displaystyle {\overline {TH}}={\cfrac {N}{T_{ef}}}}
representa la taxa horària de l'observador. N és el nombre de meteors observat, i Tef és el temps efectiu d'observació de l'observador.
Exemple: Si un observador ha detectat 12 meteors en 15 minuts, la seva taxa horària serà 48. (12 dividit per 0,25 hores).
{\displaystyle F={\cfrac {1}{1-k}}}
Aquesta equació representa el factor de correcció del camp de visió, on k és el percentatge del camp de visió de l'observador si està obstruït (per niguls, per exemple).
Per exemple: Si un 20% del camp de visió de l'observador estigues cobert pels niguls, k seria 0,2 i F seria 1,25. L'observador podria haver vist un 25% més de meteors, llavors hem de multiplicar per F = 1,25.
{\displaystyle r^{6,5-lm}}
Aquest terme representa el factor de limitació de la magnitud. Per cada canvi de magnitud 1 en la magnitud limitant de l'observador, el nombre de meteors observats canvia en un factor r. Llavors ho hem de tenir en compte.
Per exemple: si r és 2, i la magnitud limitant de l'observador és 5,5, hem de multiplicar la seva taxa horària per 2 (2 elevat a la potència 6,5-5,5), per conèixer quants de meteors hauria vist si la seva magnitud limitant fos 6,5.
{\displaystyle \sin(hR)}
Aquest terme representa un factor de correcció segons l'altura del punt radiant sobre l'horitzó (hR). El nombre de meteors vist per un observador canvia segons el sinus de l'angle del punt radiant amb l'horitzó en graus.
Exemple: Si el punt radiant té una altura mitjana de 30° durant el període d'observació, haurem de dividir la taxa horària de l'observador per 0,5 (sinus de 30°) per conèixer quants de meteors s'haurien pogut veure si el punt radiant estigués en el zenit.

## Vegeu
- Llista de pluges de meteors